# Malapterurus cavalliensis
Malapterurus cavalliensis es una especie de peces de la familia Malapteruridae en el orden de los Siluriformes.

## Morfología
• Los machos pueden llegar alcanzar los 12,2 cm de longitud total.
- Número de  vértebras: 41.[1][2]

## Hábitat
Es un pez de agua dulce.

## Distribución geográfica
Se encuentran en África: Costa de Marfil.